# Microsoft PowerPoint
Microsoft PowerPoint (повна назва — Microsoft Office PowerPoint) — це застосунок для створення та відтворення презентацій, що є частиною Microsoft Office, і доступний в редакціях для ОС Microsoft Windows і Mac OS.

## Історія
Ідея створення PowerPoint з'явилася у Роберта Гаскінса (Robert Gaskins), студента університету Берклі, який вирішив, що нова доба графічних інтерфейсів може спричинити революцію в дизайні та створенні презентаційних матеріалів. У 1984 році Гаскінс приєднався до провальної компанії Forethought і найняв розробника Денніса Остіна (Dennis Austin). Роберт і Денніс об'єднали зусилля і створили програму Presenter. Денніс створив оригінальну версію програми з Томом Рудкіним (Tom Rudkin). Пізніше Боб вирішив змінити ім'я на PowerPoint, яке і стало назвою кінцевого продукту.
1987 року вийшов PowerPoint 1.0 для Apple Macintosh. Він працював в чорно-білих кольорах. Незабаром з'явилися кольорові Macintosh і нова версія PowerPoint не забарилася. Програмне керівництво з першою редакцією було унікальне. Це була книга синього кольору в твердій палітурці. Компанія Forethought вважала, що це краще ніж купа виконуваних файлів допомоги нлн. У 1990 році вийшла версія для Windows. З 1990 року PowerPoint став стандартом в наборі програм Microsoft Office.
У 2002 році вийшла версія PowerPoint, яка не тільки була включена в пакет Microsoft Office XP, але також розповсюджувалася як окремий продукт. У нім з'явилися такі функції, як порівняння і змішення змін в презентації, можливість задавати шляхи анімації для індивідуальних форм, створення пірамідальних, радіальних і цільових діаграм, а також кругів Ейлера, панель завдань для перегляду і вибору об'єктів буфера обміну, захист презентації паролем, автоматична генерація фотоальбому, а також «розумні теги» для швидкого вибору формату тексту, скопійованого в презентацію.
Microsoft PowerPoint 2003 не сильно відрізняється від попередника. Він збільшує ефективність роботи в групі і тепер має можливість створення «Пакету для CD», який легко дозволяє скопіювати презентацію з мультимедійним змістом і переглядача на компакт-диск. Поточна версія PowerPoint 2007 додає основні зміни в інтерфейс програми і збільшує графічні можливості.

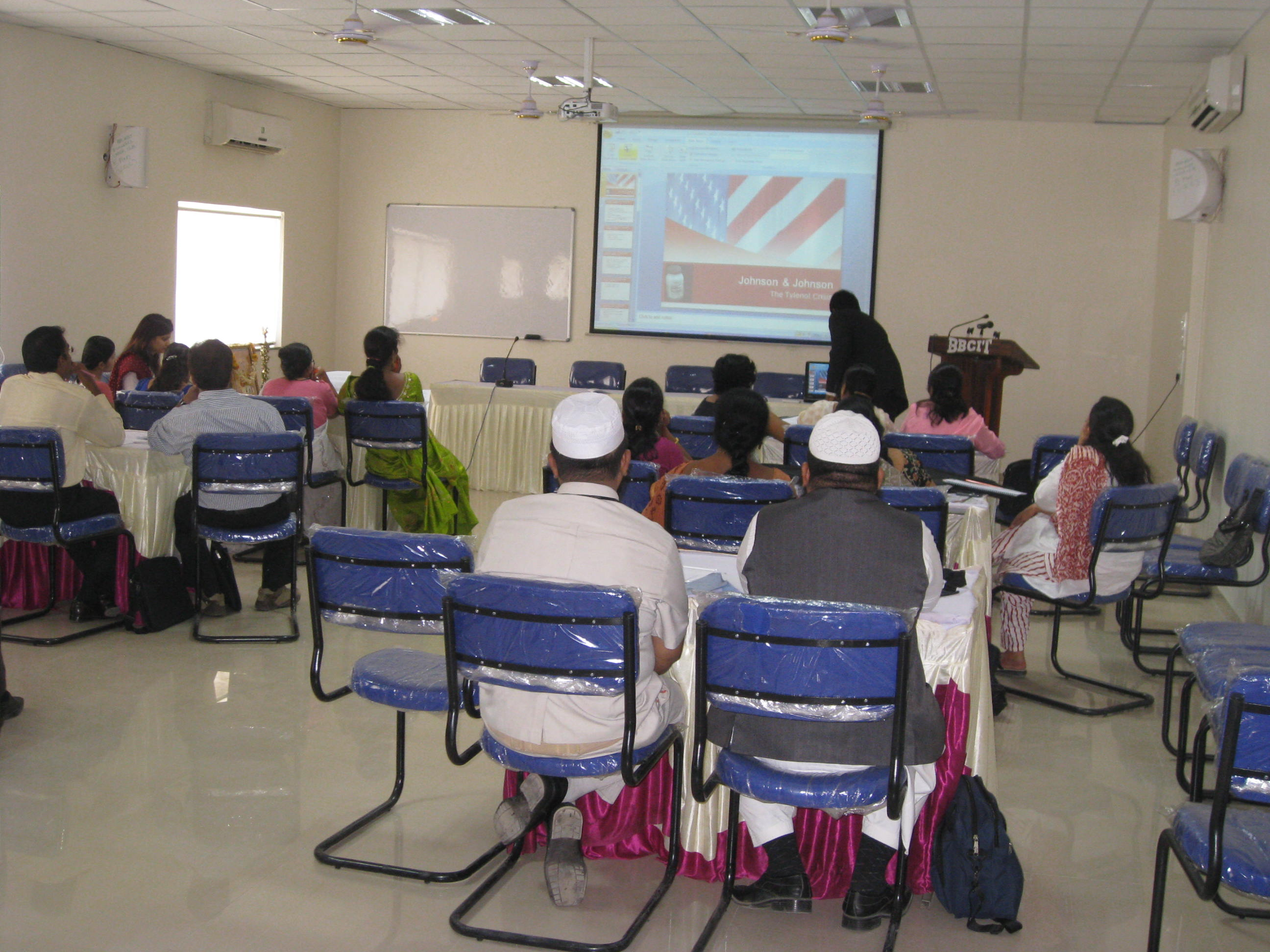
Приклад презентації з використанням PowerPoint

PowerPoint використовується для створення файлу, що містить послідовність сторінок (слайди), які зазвичай мають узгоджений стиль із спільними шаблонами і може містити інформацію з інших програм або створену в PowerPoint, зокрема текст, марковані списки, таблиці, діаграми, мальовані фігури, зображення, аудіокліпи, відеокліпи, анімацію елементів та анімовані переходи між слайдами, а також додані нотатки до кожного слайда.

## PowerPoint для інтернету
PowerPoint для Інтернету — це безкоштовна полегшена версія Microsoft PowerPoint, доступна як частина пакету Office в інтернеті, яка також включає веб-версії Microsoft Excel і Microsoft Word. PowerPoint для інтернету не підтримує додавання чи редагування діаграм, рівнянь, аудіо чи відео, збережених на комп'ютері, але вони відображаються в презентації, якщо їх додано за допомогою настільного додатка. Деякі елементи, наприклад ефекти WordArt або розширені анімації та переходи, взагалі не відображаються, незважаючи на те, чи збережені в документі. PowerPoint для інтернету також не має представлень структури, шаблону, сортувальника слайдів і презентатора, наявних у настільному додатку, а також має обмежені можливості друку.

## Сумісність
Завдяки входженню в Microsoft Office, PowerPoint став найпоширенішою у всьому світі програмою для створення презентацій. Файли презентацій PowerPoint часто пересилаються користувачами програми на інші комп'ютери, що означає необхідну сумісність з ними програм конкурентів. Проте, оскільки PowerPoint має можливість підключення елементів інших застосунків через OLE, деякі презентації стають сильно прив'язаними до платформи Windows, що робить неможливим відкриття даних файлів, наприклад, у версії для Mac OS. Це привело до переходу на відкриті стандарти, такі як PDF і OASIS OpenDocument.